# Léopold Plomteux
Pour les articles homonymes, voir Plomteux.
Léopold Plomteux, né le 22 janvier 1920 à Flémalle et mort le 22 juin 2008 dans sa commune natale, est un artiste peintre belge.

## Biographie
Léopold Plomteux naît le 22 janvier 1920 à Flémalle Grande, dans un contexte familial qui favorise la peinture. Son frère René Plomteux signe sous le nom de Rener.
À seize ans, il suit des cours du soir à l'Institut Saint-Luc et, à partir de 1940, il est inscrit au cours supérieur de peinture monumentale à l'Académie royale des beaux-arts de Liège, où il profite de l'enseignement d'Auguste Mambour. À Liège, il fréquente André Frankin.
En 1950, Léopold Plomteux et Georges Collignon, Paul Franck, M. Léonard et Pol Bury fondent le groupe Réalité Cobra. En 1951 naît Sabine, la fille qu'il a avec Christiane Mambour. En mai 1952, il contribue aussi à la fondation du groupe Art abstrait. En 1953, il est à Paris comme boursier du gouvernement français ; il y retrouve son ami écrivain et poète Henry Certigny, qui dédie plus tard une série de poésie à cette période de « jeunesse de bohèmes et de buveurs d'idéals ». En 1968. Plomteux crée avec Frederick Beunckens l'Atelier d'expression libre de Flémalle-Haute.
En 1983, il est désigné comme administrateur délégué du Centre wallon d'art contemporain.
Ses œuvres sont conservées notamment aux Musées Royaux des Beaux-Arts de Belgique, au Famenne & Art Museum (Marche-en-Famenne) et auprès de la Province de Liège.
Il meurt le 22 juin 2008 à Flémalle Haute,.

## Expositions
- 1951 : Liège, APIAW (exposition collective Réalité Cobra)
- 1952-1957 : Édimbourg, Gand, Liège, Charleroi, Bruxelles, La Louvière, Toulon, Anvers, Paris, Léopoldville (expositions collective du groupe Art abstrait)
- 1960 : Bruxelles, Galerie Saint-Laurent
- 1966 : Liège, Galerie du Croissant d'or
- 1966 : Liège, Galerie de l'Étuve
- 1969 : Flémalle, Hôtel communal
- 1976 : Liège, Société royale de beaux-arts
- 1980 : Liège, Galerie Valère Gustin (gouaches et peintures des années 1960)
- 1984 : Liège, Musée d'art moderne et d'art contemporain de Liège (rétrospective Léopold Plomteux)
- 1987 : Lasne, International Art Gallery (huiles et gouaches récentes)
- 1989 : Bruxelles, Galerie Bastien (œuvres des années 1950 à aujourd'hui)
- 1989 : Verviers, Galerie Primaver (de 1950 à nos jours)
- 1990 : Liège, Galerie Now (gouaches récentes)
- 2008 : Oupeye, L'Espace culture Oupeye[8]

## Distinctions
- Chevalier de l'Ordre de Léopold[1]